# Kiss (musikalbum)

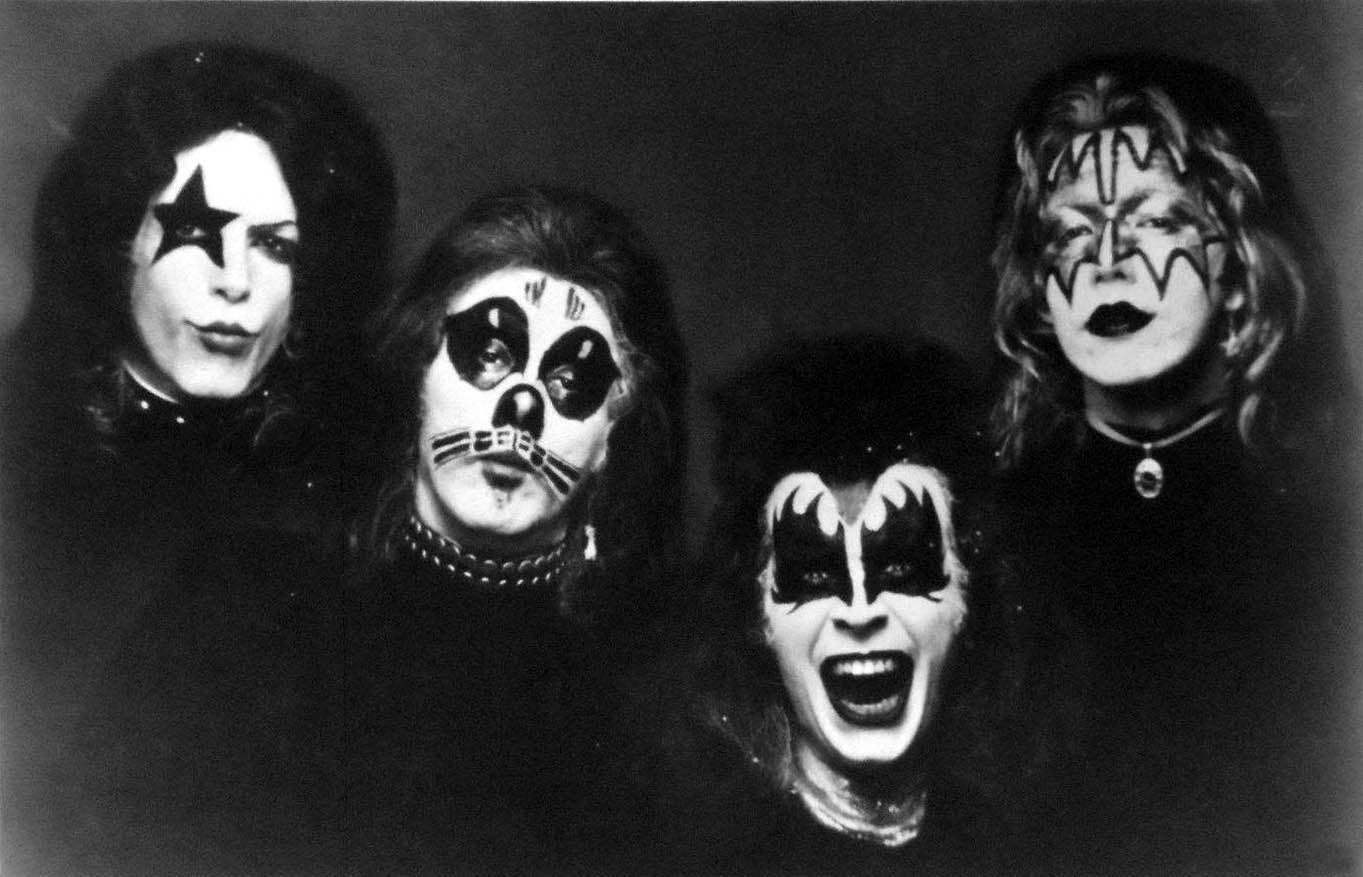
Bild från fotosessionen för albumets omslag.

KISS är hårdrocksgruppen Kiss debutalbum, utgivet den 8 februari 1974.
Flera av albumets låtar skrevs av Paul Stanley och Gene Simmons när de spelade i Wicked Lester. Låten "Let Me Know" hette då "Sunday Driver". Då albumet till en början sålde dåligt, utgav man en andra utgåva i juli 1974 som innehöll den nya låten "Kissin' Time". Skivbolagschefen Neil Bogart ansåg att den skulle lyfta albumet och att försäljningen skulle öka. Låten "Cold Gin" är Ace Frehleys första bidrag som låtskrivare i Kiss. Han kände sig dock inte säker på sin sångförmåga och överlät mikrofonen åt Simmons. Trummisen Peter Criss gör en stark sånginsats på avslutande "Black Diamond".

## Låtförteckning
| 1. | Strutter        | 3:10 |
| 2. | Nothin' to Lose | 3:27 |
| 3. | Firehouse       | 3:17 |
| 4. | Cold Gin        | 4:22 |
| 5. | Let Me Know     | 2:58 |

| 6.           | Kissin' Time         | 3:52  |
| 7.           | Deuce                | 3:06  |
| 8.           | Love Theme from Kiss | 2:24  |
| 9.           | 100,000 Years        | 3:22  |
| 10.          | Black Diamond        | 5:13  |
| Total längd: | Total längd:         | 35:11 |

## Medverkande
- Gene Simmons – elbas/sång/bakgrundssång
- Paul Stanley – kompgitarr/sång
- Ace Frehley – sologitarr/bakgrundssång
- Peter Criss – trummor/slagverk/sång

- Bruce Foster – piano på "Nothin to Lose"